# FIS Marathon Cup 2012/2013
Sezon 2012/2013 FIS Marathon Cup rozpoczął się 12 grudnia 2012 roku włoskim maratonem La Sgambeda, a zakończył 10 marca 2013 roku szwajcarskim Engadin Skimarathon.
Obrońcami tytuły byli: Włoszka Stephanie Santer, a wśród mężczyzn Czech Stanislav Řezáč. W tym sezonie triumfowali: Estonka Tatjana Mannima i Włoch Sergio Bonaldi

## Kalendarz i wyniki

### Kobiety
| Lp. | Data             | Zawody                           | Dystans             | 1. miejsce           | 2. miejsce         | 3. miejsce           |
| --- | ---------------- | -------------------------------- | ------------------- | -------------------- | ------------------ | -------------------- |
| 1.  | 16 grudnia 2012  | Livigno – La Sgambeda            | 42 km s. dowolnym   | Riitta-Liisa Roponen | Kaciaryna Rudakowa | Seraina Boner        |
| 2.  | 13 stycznia 2013 | Bedřichov – Jizerská Padesátka   | 50 km s. klasycznym | Wałentyna Szewczenko | Seraina Boner      | Aino-Kaisa Saarinen  |
| 3.  | 20 stycznia 2013 | Lienz – Dolomitenlauf            | 42 km s. dowolnym   | Olga Michajłowa      | Tatjana Mannima    | Antonella Confortola |
| 4.  | 27 stycznia 2013 | Predazzo – Marcialonga           | 70 km s. klasycznym | Seraina Boner        | Laila Kveli        | Tatjana Jambajewa    |
| 5.  | 3 lutego 2013    | Oberammergau – König-Ludwig-Lauf | 42 km s. dowolnym   | Zawody odwołano      | Zawody odwołano    | Zawody odwołano      |
| 6.  | 10 lutego 2013   | Lamoura – Transjurassienne       | 57 km s. dowolnym   | Célia Bourgeois      | Stephanie Santer   | Wałentyna Szewczenko |
| 7.  | 17 lutego 2013   | Otepää – Tartu Maraton           | 63 km s. klasycznym | Sandra Hansson       | Stephanie Santer   | Ursina Badilatti     |
| 8.  | 23 lutego 2013   | Hayward – American Birkebeiner   | 52 km s. dowolnym   | Caitlin Gregg        | Tatjana Mannima    | Caitlin Patterson    |
| 9.  | 10 marca 2013    | Samedan – Engadin Skimarathon    | 42 km s. dowolnym   | Riitta-Liisa Roponen | Seraina Boner      | Anouk Faivre-Picon   |

### Mężczyźni
| Lp. | Data             | Zawody                           | Dystans             | 1. miejsce      | 2. miejsce      | 3. miejsce           |
| --- | ---------------- | -------------------------------- | ------------------- | --------------- | --------------- | -------------------- |
| 1.  | 16 grudnia 2012  | Livigno – La Sgambeda            | 42 km s. dowolnym   | Petter Northug  | Matti Heikkinen | Toni Livers          |
| 2.  | 13 stycznia 2013 | Bedřichov – Jizerská Padesátka   | 50 km s. klasycznym | Anders Aukland  | Lukáš Bauer     | Jørgen Aukland       |
| 3.  | 20 stycznia 2013 | Lienz – Dolomitenlauf            | 42 km s. dowolnym   | Sergio Bonaldi  | Martin Bajčičák | Petter Northug       |
| 4.  | 27 stycznia 2013 | Predazzo – Marcialonga           | 70 km s. klasycznym | Jørgen Aukland  | Stanislav Řezáč | Anders Aukland       |
| 5.  | 3 lutego 2013    | Oberammergau – König-Ludwig-Lauf | 42 km s. dowolnym   | Zawody odwołano | Zawody odwołano | Zawody odwołano      |
| 6.  | 10 lutego 2013   | Lamoura – Transjurassienne       | 76 km s. dowolnym   | Benoît Chauvet  | Adrien Mougel   | Emilien Buisson      |
| 7.  | 17 lutego 2013   | Otepää – Tartu Maraton           | 63 km s. klasycznym | Simen Østensen  | Jörgen Brink    | Anders Aukland       |
| 8.  | 23 lutego 2013   | Hayward – American Birkebeiner   | 52 km s. dowolnym   | Sergio Bonaldi  | Fabio Santus    | Alan Martinelli      |
| 9.  | 10 marca 2013    | Samedan – Engadin Skimarathon    | 42 km s. dowolnym   | Pierre Guédon   | Cristian Zorzi  | Christophe Perrillat |

## Klasyfikacje
| Lp. | Zawodnik             | Punkty |
| --- | -------------------- | ------ |
| 1.  | Tatjana Mannima      | 402    |
| 2.  | Seraina Boner        | 320    |
| 3.  | Antonella Confortola | 274    |
| 4.  | Stephanie Santer     | 244    |
| 5.  | Ursina Badilatti     | 218    |
| 6.  | Riitta-Liisa Roponen | 200    |
| 7.  | Célia Bourgeois      | 196    |
| 8.  | Wałentyna Szewczenko | 160    |
| 9.  | Sandra Hansson       | 150    |
| 10. | Olga Michajłowa      | 126    |
| 11. | Jenny Hansson        | 126    |
| 12. | Laila Kveli          | 104    |
| 13. | Caitlin Gregg        | 100    |
| 14. | Susanne Nyström      | 81     |
| 15. | Kaciaryna Rudakowa   | 80     |

| Lp. | Zawodnik        | Punkty |
| --- | --------------- | ------ |
| 1.  | Sergio Bonaldi  | 271    |
| 2.  | Benoît Chauvet  | 227    |
| 3.  | Anders Aukland  | 220    |
| 4.  | Petr Novák      | 219    |
| 5.  | Fabio Santus    | 177    |
| 6.  | Simen Østensen  | 176    |
| 7.  | Stanislav Řezáč | 170    |
| 8.  | Cristian Zorzi  | 166    |
| 9.  | Jørgen Aukland  | 160    |
| 9.  | Petter Northug  | 160    |
| 11. | Martin Bajčičák | 147    |
| 12. | Florian Kostner | 140    |
| 13. | Alan Martinelli | 130    |
| 14. | Jörgen Brink    | 109    |
| 15. | Pierre Guédon   | 100    |